# Gornja Trešnjica
Gornja Trešnjica (cyr. Горња Трешњица) – wieś w Serbii, w okręgu maczwańskim, w gminie Ljubovija. W 2011 roku liczyła 252 mieszkańców.